# Église Santa Maria Solitaria e dei Santi Antonio e Isidoro
L'église Santa Maria Solitaria e dei Santi Antonio e Isidoro (Sainte-Marie-Solitaire-et-Saints-Antoine-et-Isidore) est une église de Naples située dans le quartier de Fuorigrotta, via Diocleziano. Elle dépend de l'archidiocèse de Naples.

## Histoire et description
Cette église typiquement baroque est construite en 1694 dans une zone alors rurale, l'Ardia. 
La façade est alignée sur celle des deux édifices qui la flanquent. Elle présente deux ordres délimités par deux paires de lésènes. Le registre inférieur s'organise autour du portail d'accès, le registre supérieur au-dessus d'une corniche montre une grande fenêtre à balustrade surmontée d'une plaque lapidaire richement décorée. L'ensemble est couronné d'un fronton arqué avec un pinacle triangulaire surmonté d'une croix.

## Source de la traduction
- (it) Cet article est partiellement ou en totalité issu de l’article de Wikipédia en italien intitulé « Chiesa di Santa Maria Solitaria e dei Santi Antonio e Isidoro » (voir la liste des auteurs).